# И прольётся кровь (роман)
«И прольётся кровь» (норв. Mere Blod, в английской версии получивший название «Midnight Sun») — криминальный роман норвежского писателя детективов Ю Несбё, написанный в 2015 году. Является вторым произведением цикла книг (дилогии) «Кровь на снегу».

## Экранизация
В 2022 году по мотивам романа был снят художественный фильм «Висящее солнце» (англ. The Hanging Sun) итальянского кинорежиссёра Франческо Карроццини. Главные роли в фильме исполнили Алессандро Борги и Джессика Браун Финдлей.

## Премии и номинации
- 2015 — Номинация премии «Книга года» журнала Ark
- 2017 — Номинация премии Brage Prize (лучший криминальный роман) — Норвегия[2]